# Ryōzen-ji (Naruto)
Le Ryōzen-ji (霊山寺) (litt. « temple du pic du vautour ») est un temple bouddhiste de la branche Kōya-san du bouddhisme Shingon, situé dans la ville de Naruto, préfecture de Tokushima au Japon. C'est le premier des quatre-vingt-huit temples sur la route du pèlerinage de Shikoku, l'image principale de vénération en est celle de Shaka Nyorai. Le Ryōzen-ji aurait été fondé par Gyōki durant l'ère Tenpyō (VIIIe siècle), ses bâtiments sont des remplacements plus récents après des dommages causés par des incendies,,. Situé à proximité du point de passage pour les pèlerins de la région du Kansai, Yūben Shinnen identifie le temple comme étant le premier du pèlerinage dans son Shikoku henro michishirube de 1687 et les guides suivants ont emboîté le pas. Il est de coutume de revenir à Ryozen-ji comme une visite orei mairi ou acte de remerciement après avoir terminé le pèlerinage, bien que cela semble être un phénomène relativement récent,.
En 2015, il est désigné Japan Heritage avec les 87 autres temples du pèlerinage de Shikoku.